# Galczyce
Galczyce – wieś w Polsce, położona w województwie wielkopolskim, w powiecie konińskim, w gminie Wierzbinek. 
| SIMC    | Nazwa    | Rodzaj    |
| ------- | -------- | --------- |
| 0299140 | Ostrówek | część wsi |

W latach 1975–1998 miejscowość administracyjnie należała do województwa konińskiego. W roku 2011 jako miejscowość statystyczna, wraz z miejscowościami Galczyczki i Ostrówek, liczyła 122 mieszkańców, w tym 60 kobiet i 62 mężczyzn.
Etymologia nazwy wsi wywodzi się od imienia własnego Galicz. Wedle dokumentów historycznych: w 1403 roku zapisywana była jako Galiczycze; w 1418 jako Galiczicze; w 1474 Galiczycze; w 1489 Galyczycze; w drugiej połowie XVI w. Galiczycze maior; w 1634 Gałczyce Maior; od 1796 w obecnym brzmieniu.